# Mustamakkara

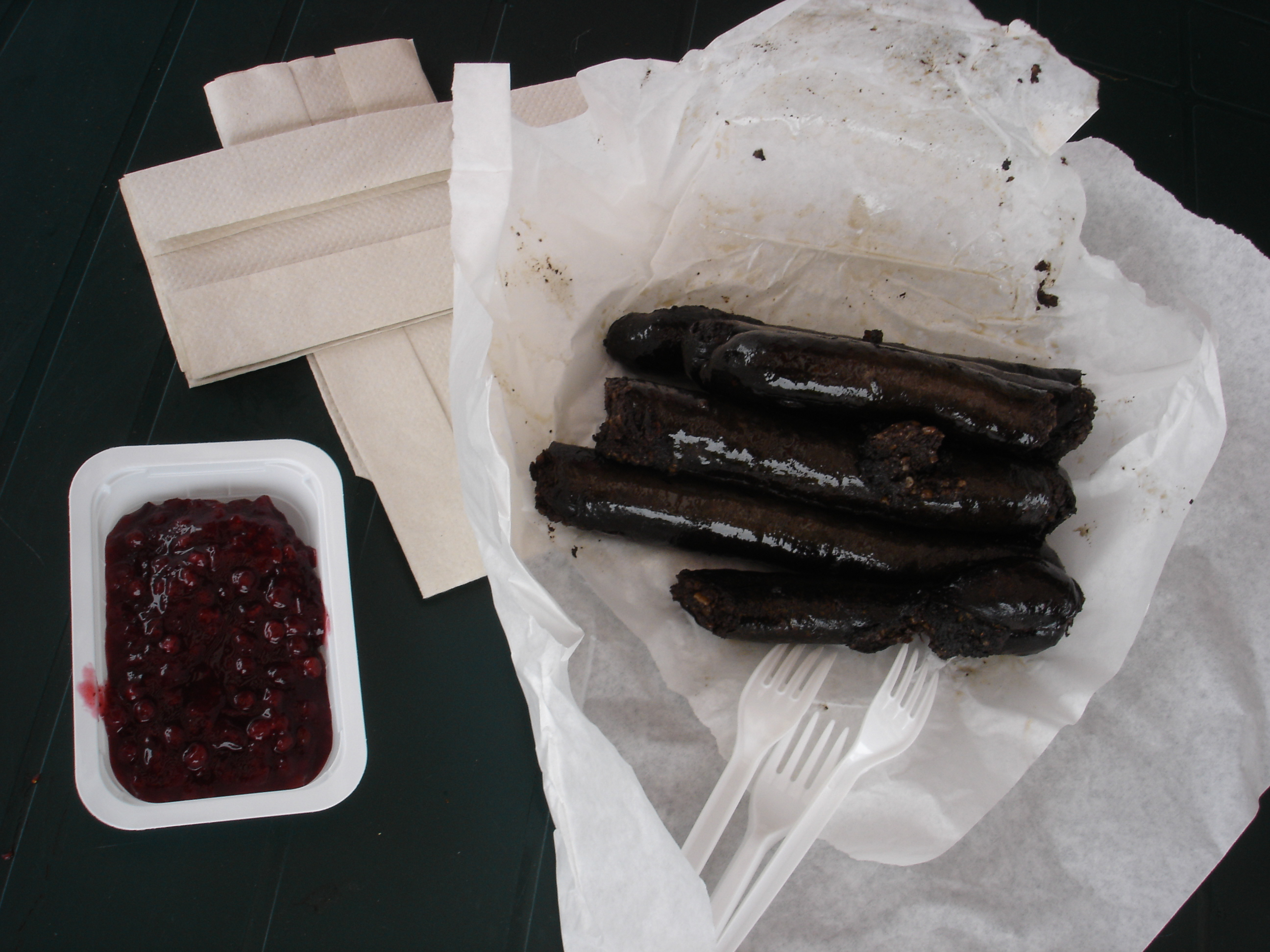
Svartkorv med lingonsylt.

Mustamakkara, svartkorv, är en traditionell blodkorv från Tammerfors. Den har tillverkats sedan 1500-talet.

## Historia
Ursprungligen tillverkades mustamakkara på hösten i samband med slaktningen. Ingredienserna kött, blod och gryn eller mjöl blandades till en massa, som stoppades i fjälster. Vanligtvis kokades sedan korven, men ibland ugnstektes de.
Mustamakkara äts traditionellt med lingonsylt och med ett glas kall mjölk. I Tammerfors säljs mustamakkara speciellt på torgen Tammelantori och Laukontori och i saluhallen Kauppahalli.

## Fabrikerna
Bland tillverkarna märks företaget Tapola Oy som ligger i stadsdelen Lielax i Tammerfors. En annan tillverkare heter Savupojat som har sin fabrik i kommunen Birkala. Även Teivon liha gjorde korv tills företaget gick i konkurs 2008.

### Webbkällor
- En internationell sida om mustamakkara
- Tapola – Mustamakkara